# Национальный морской парк Алонисос
Национальный морской парк Алонисос, Северные Спорады (греч. Εθνικό Θαλάσσιο Πάρκο Αλοννήσου Βορείων Σποράδων, ΕΘΠΑΒΣ) — национальный парк, расположенный вдоль восточного побережья Греции. Является крупнейшей охраняемой морской территорией в Европе, и занимает площадь (2.260 км²).
В состав территории национального парка входит остров Алонисос (64 км²), а также 6 небольших островов: Перистера (14 км²), Кира-Панайя (25 км²), Юра (11 км²), Псатура (0,76 км²), Пиперион (4,2 км²) и Скандзура (6,2 км²); также в состав входят 22 необитаемых островка. Парк расположен в районе Северные Спорады. Образован президентским декретом от 16 мая 1992 года для защиты белобрюхого тюленя (Monachus monachus).

## История
Томас Шульце-Веструм, немецкий зоолог и создатель документальных фильмов о животных, в ходе своего пребывания на греческих островах и после ряда исследований в 1976 году, отметил экологическую и биологическую ценность территорий, выдвинув предложение о создании охраняемой зоны.

## Фауна
На 2003 год в пределах парка обитали, по разным оценкам, от 40 до 250 особей белобрюхого тюленя. В водах заповедника обитает более 300 видов рыб,а из китообразных встречаются дельфин-белобочка (Delphinus delphis), полосатый дельфин (Stenella coeruleoalba), обыкновенная гринда (Globicephala melas), кашалот (Physeter macrocephalus) и очень редко косатка (Orcinus orca).